# Milton (Washington)
Milton je grad u američkoj saveznoj državi Washington. Prema popisu stanovništva iz 2010. u njemu je živjelo 6.968 stanovnika.